# Charroux (Vienne)
Pour les articles homonymes, voir Charroux.
Charroux est une commune du Centre-Ouest de la France, située dans le département de la Vienne en région Nouvelle-Aquitaine.
Ses habitants sont appelés les Charlois,.

## Géographie

### Localisation
Charroux qui est une commune rurale est situé à 49 km au sud est de Poitiers, qui est la plus grande ville à proximité.

### Communes limitrophes
|           | La Chapelle-Bâton | Payroux              |
| Savigné   | Charroux          | Mauprévoir           |
| Genouillé | Asnois            | Pleuville (Charente) |

### Géologie et relief
Le paysage est composé de plaines vallonnées plus ou moins boisées et de bocage.
90 % de la superficie de la commune est consacré à l'agriculture, 7 % est recouvert de foret et de milieux semi-naturels et 3 % correspondent à l'agglomération.

### Hydrographie
La commune de Charroux est traversée par 15 km de cours d'eau dont les principaux sont la Charente sur une longueur de 8 km et le ruisseau du Pas de la Mule.

### Climat
Pour des articles plus généraux, voir Climat de la Nouvelle-Aquitaine et Climat de la Vienne.
Historiquement, la commune est exposée à un climat océanique limousin.  
En 2020, Météo-France publie une typologie des climats de la France métropolitaine dans laquelle la commune est exposée à un climat océanique altéré et est dans la région climatique  Poitou-Charentes, caractérisée par un bon ensoleillement, particulièrement en été et des vents modérés.
Pour la période 1971-2000, la température annuelle moyenne est de 11,8 °C, avec une amplitude thermique annuelle de 14,8 °C. Le cumul annuel moyen de précipitations est de 871 mm, avec 11,6 jours de précipitations en janvier et 7,1 jours en juillet. Pour la période 1991-2020, la température moyenne annuelle observée sur la station météorologique la plus proche, située sur la commune de Civray à 8,42 km à vol d'oiseau, est de 12,6 °C et le cumul annuel moyen de précipitations est de 841,4 mm,. Pour l'avenir, les paramètres climatiques de la commune estimés pour 2050 selon différents scénarios d’émission de gaz à effet de serre sont consultables sur un site dédié publié par Météo-France en novembre 2022.

### Voies de communication et transports
Les gares ferroviaires les plus proches de Charroux sont, celles de Saint-Saviol située à 14,1 km, d'Épanvilliers (halte) à 15,6 km, de Ruffec à 20,6 km. Le train à grande vitesse (TGV) s'arrête à Ruffec.
Charroux est à mi-chemin entre l'aéroport de Poitiers-Biard (à 49,8 km) et l'aéroport d'Angoulême (à 48,2 km).

## Urbanisme

### Typologie
Au 1er janvier 2024, Charroux est catégorisée commune rurale à habitat dispersé, selon la nouvelle grille communale de densité à sept niveaux définie par l'Insee en 2022.
Elle est située hors unité urbaine et hors attraction des villes,.

### Occupation des sols
L'occupation des sols de la commune, telle qu'elle ressort de la base de données européenne d’occupation biophysique des sols Corine Land Cover (CLC), est marquée par l'importance des territoires agricoles (90,3 % en 2018), une proportion sensiblement équivalente à celle de 1990 (90,5 %). La répartition détaillée en 2018 est la suivante : 
terres arables (62 %), prairies (16,4 %), zones agricoles hétérogènes (11,9 %), forêts (7,2 %), zones urbanisées (2,5 %). L'évolution de l’occupation des sols de la commune et de ses infrastructures peut être observée sur les différentes représentations cartographiques du territoire : la carte de Cassini (XVIIIe siècle), la carte d'état-major (1820-1866) et les cartes ou photos aériennes de l'IGN pour la période actuelle (1950 à aujourd'hui).

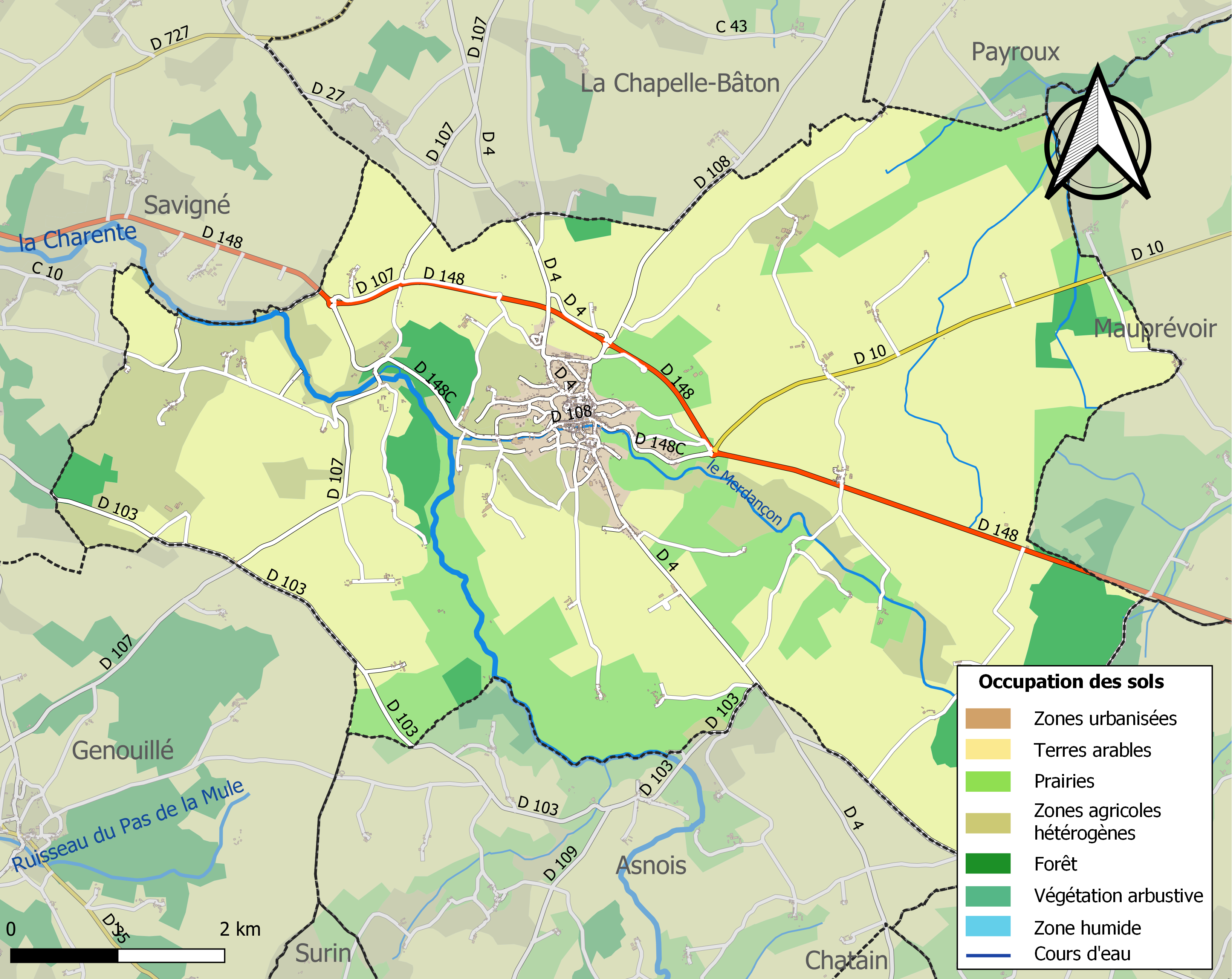
Carte des infrastructures et de l'occupation des sols de la commune en 2018 (CLC).

### Risques majeurs
Le territoire de la commune de Charroux est vulnérable à différents aléas naturels : météorologiques (tempête, orage, neige, grand froid, canicule ou sécheresse), inondations, mouvements de terrains et séisme (sismicité faible). Il est également exposé à deux risques technologiques, le transport de matières dangereuses et la rupture d'un barrage. Un site publié par le BRGM permet d'évaluer simplement et rapidement les risques d'un bien localisé soit par son adresse soit par le numéro de sa parcelle.

#### Risques naturels
Certaines parties du territoire communal sont susceptibles d’être affectées par le risque d’inondation par débordement de cours d'eau, notamment la Charente. La commune a été reconnue en état de catastrophe naturelle au titre des dommages causés par les inondations et coulées de boue survenues en 1982, 1983, 1999 et 2010,.

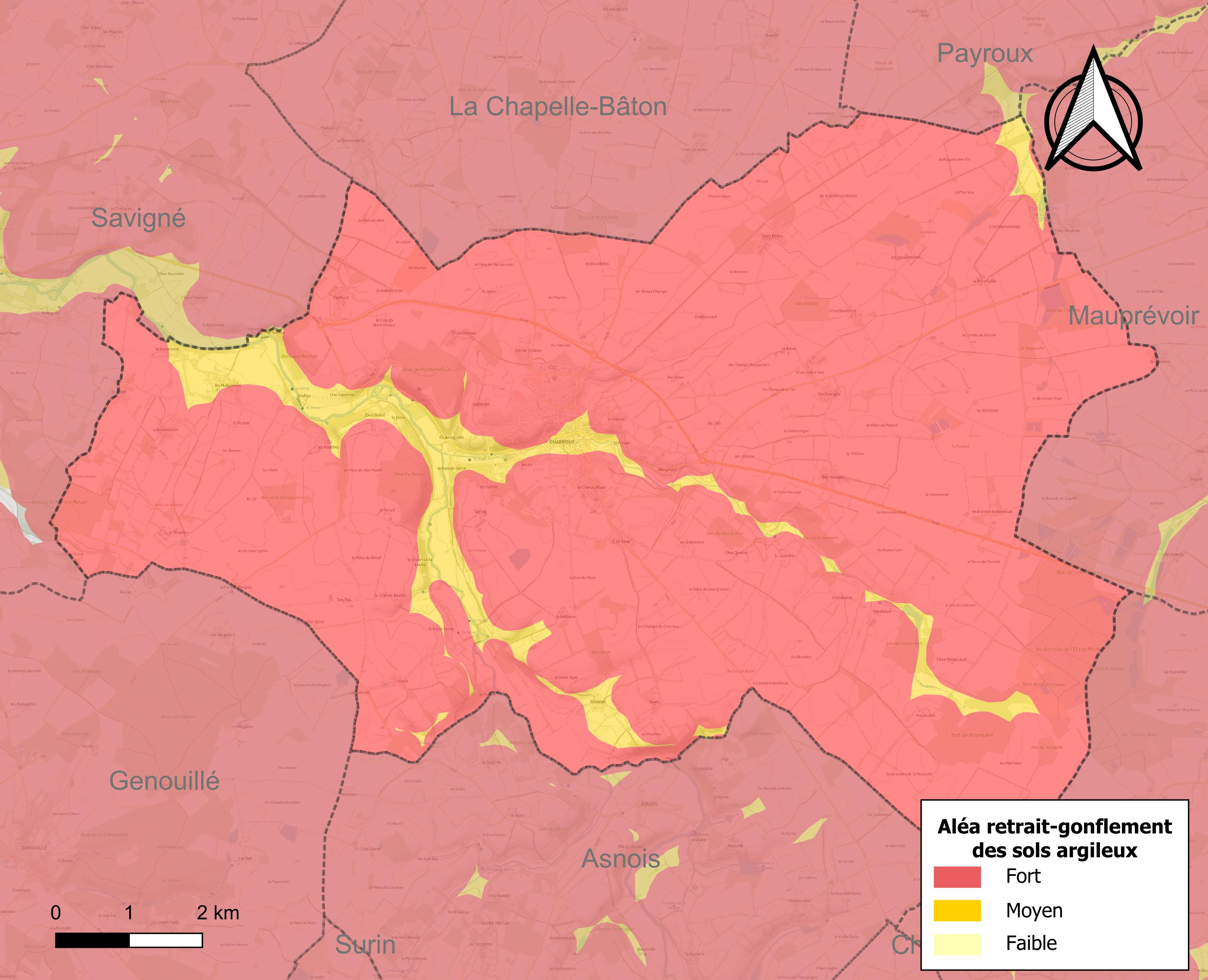
Carte des zones d'aléa retrait-gonflement des sols argileux de Charroux.

Les mouvements de terrains susceptibles de se produire sur la commune sont des affaissements et effondrements liés aux cavités souterraines (hors mines) et des tassements différentiels. Afin de mieux appréhender le risque d’affaissement de terrain, un inventaire national permet de localiser les éventuelles cavités souterraines sur la commune. Le retrait-gonflement des sols argileux est susceptible d'engendrer des dommages importants aux bâtiments en cas d’alternance de périodes de sécheresse et de pluie. La totalité de la commune est en aléa moyen ou fort (79,5 % au niveau départemental et 48,5 % au niveau national). Depuis le 1er octobre 2020, en application de la loi ÉLAN, différentes contraintes s'imposent aux vendeurs, maîtres d'ouvrages ou constructeurs de biens situés dans une zone classée en aléa moyen ou fort,.
La commune a été reconnue en état de catastrophe naturelle au titre des dommages causés par la sécheresse en 1989, 1991, 2003, 2005, 2011, 2016 et 2017 et par des mouvements de terrain en 1999 et 2010.

#### Risque technologique
La commune est en outre située en aval du barrage Mas-Chaban, un ouvrage de classe A situé dans le département de la Charente et construit pour constituer une réserve d’eau de 14 millions de m3. Le PPI a été approuvé en 1999. À ce titre elle est susceptible d’être touchée par l’onde de submersion consécutive à la rupture de cet ouvrage.

## Toponymie
Attestée sous les formes Karrofium en 789 et Karrofum monasterium en 861,.
Il s'agit de la formation toponymique gallo-romaine ou médiévale QUADRUVIU, du latin quadruvium,, littéralement « quatre-voies », c'est-à-dire « carrefour », cf. latin classique quadrivium. C'est un composé de quattuor « quatre » et de via « chemin, route, voie ». Le même étymon a donné l'ancien français carrouge « carrefour », dont procèdent les nombreux Carrouges, Carrouge, Carouge du domaine d'oïl et francoprovençal. La forme Charroux renvoie plutôt à la langue d'oc, tout comme Charroux (Allier) et nombre de hameaux du domaine occitan. La palatalisation irrégulière de /ca/ en /cha/ peut s'expliquer par l'attraction du mot char ou par celle du nord occitan charrous « brouette ».

## Histoire

### Période gallo-romaine
Lors de la création de l'abbaye, le village de Charroux n'existait pas. Charroux était surtout un carrefour de voies de communication allant vers Poitiers, Angoulême ou Limoges.[réf. nécessaire]

### Moyen Âge
Au Haut Moyen Âge, Charroux est un petit bourg. C'est la capitale du comté de la Marche. Elle le sera jusqu'à la fin du XIIe siècle.
La fondation de l’abbaye Saint-Sauveur provoque la création vers l'an 1000 de deux bourgs fortifiés bien distincts, Bourg-l’Abbé sur la rive gauche du Verdançon (parfois appelé par dérision le Merdançon car autrefois on y jetait tous les détritus) et Bourg-le-Comte sur la rive droite, où se trouvait le château comtal. Les deux villes vont se concurrencer au cours de l'histoire.
Le monastère bénéficie de ses nombreuses reliques (dont, censément, le Saint-Prépuce), qui attirent les pèlerins de Compostelle. Les bourgs abritent aussi des tisserands, des tanneurs, et d’autres artisans fabriquant charlets et chapeaux. Charroux est aussi un centre commercial avec marchés et foires, dont celle de la Saint-Laurent qui dure douze jours. L’abbaye devient un centre spirituel rayonnant où se tiennent plusieurs conciles. Le plus important est le concile de Charroux de 989. Réuni sous le patronage du duc d’Aquitaine et comte de Poitiers Guillaume IV, il instaure la paix de Dieu. Trois autres conciles suivent jusqu’en 1086, dont celui de 1028, convoqué également par le comte de Poitiers, et qui vise à réaffirmer la Paix de Dieu et à combattre des hérésies locales.
Dans la deuxième moitié du XIIe siècle, le comte de la Marche Aldebert IV accorde des franchises au bourg, précisées dans une charte, qui sont confirmées par Hugues X de Lusignan en 1247.
En 1177, le comte vendit le comté au roi d'Angleterre et Charroux subit, alors, les conséquences des rivalités qui opposaient les rois des deux pays. L'abbaye, après avoir compté jusqu'à 213 filiales, souffrit beaucoup de la guerre de Cent Ans.
Au XIIIe siècle, les deux bourgs sont ceinturés d'un même rempart.
En 1316, le futur roi de France, Charles le Bel, y institue un parlement servant de cour d'appel pour tout le royaume pendant six ans.
En 1422, le château des comtes de la Marche, malgré ses fortifications, n'est plus que ruines.
Après la guerre de Cent Ans, l’abbé Jean Chaperon rénove et reconstruit une partie des bâtiments. Les Bourbons héritent du comté de Basse-Marche, et leur rivalité avec les Valois vaut à l’abbé d’obtenir la prépondérance sur le comte en 1481.
Au milieu du XVe siècle, la distinction entre Bourg l'Abbé et Bourg le Comte disparait. Le bourg, dorénavant, se dénommera Charroux. La "nouvelle" ville continue de profiter de l'affluence des pèlerins et développe ses foires : de quatre trois siècles plus tôt, au XVIIIe siècle, il y en aura 11. 11 églises et chapelles seront construites ainsi que deux aumôneries. Des activités de tannerie et de textiles se développent, des artisans travaillant le cuir s'installent dans le bourg.

### Temps modernes
L’abbaye décline avec l’ère des abbés commendataires et finit par fermer en 1760. Charroux perd son rang de capitale de la Basse-Marche en 1561, et devient une simple châtellenie.
À la suite des guerres de Religion, le déclin de l'abbaye s'accélére.
Au moment de la Révolution française, l'abbaye, déjà en ruine, est vendue comme bien national. Elle servit de carrière de pierre.

### Époque contemporaine
Un arbre de la liberté est planté en 1848, peu après la Révolution française de 1848 : c’est un peuplier qui survit jusqu’en 1936. Un autre arbre de la liberté est planté en 1960 : un autre peuplier.
En 1856, un maçon découvre lors de travaux quelques reliques enterrées, ce qui initie une tradition d’ostensions de ces reliques, tous les sept ans, le jour de la Fête-Dieu (voir ostensions limousines).
Au XIXe siècle, une ligne de chemin de fer reliait la commune de Saint-Saviol à celle de Lussac-les-Châteaux en desservant Civray (Vienne). Cette voie unique était longue de 64 km. Elle fut construite en plusieurs étapes par la Compagnie PO (Paris-Orléans). La première étape : la section Saint-Saviol-Civray-Charroux, longue de 17 km a été inaugurée le 15 novembre 1886. La deuxième portion : Charroux-Le Vigeant-Lussac-les-Châteaux, longue de 47 km, fut mise en service cinq ans plus tard soit le 10 août 1891.
Le 18 juin 1940, un bombardier britannique Blenheim IV sortant d’usine, en convoyage vers sa future base, s’écrase au lieu-dit La Maillerie, sans laisser de survivants.
Le 24 juin 1940, un camp de prisonniers français est installé sur la commune de Charroux.

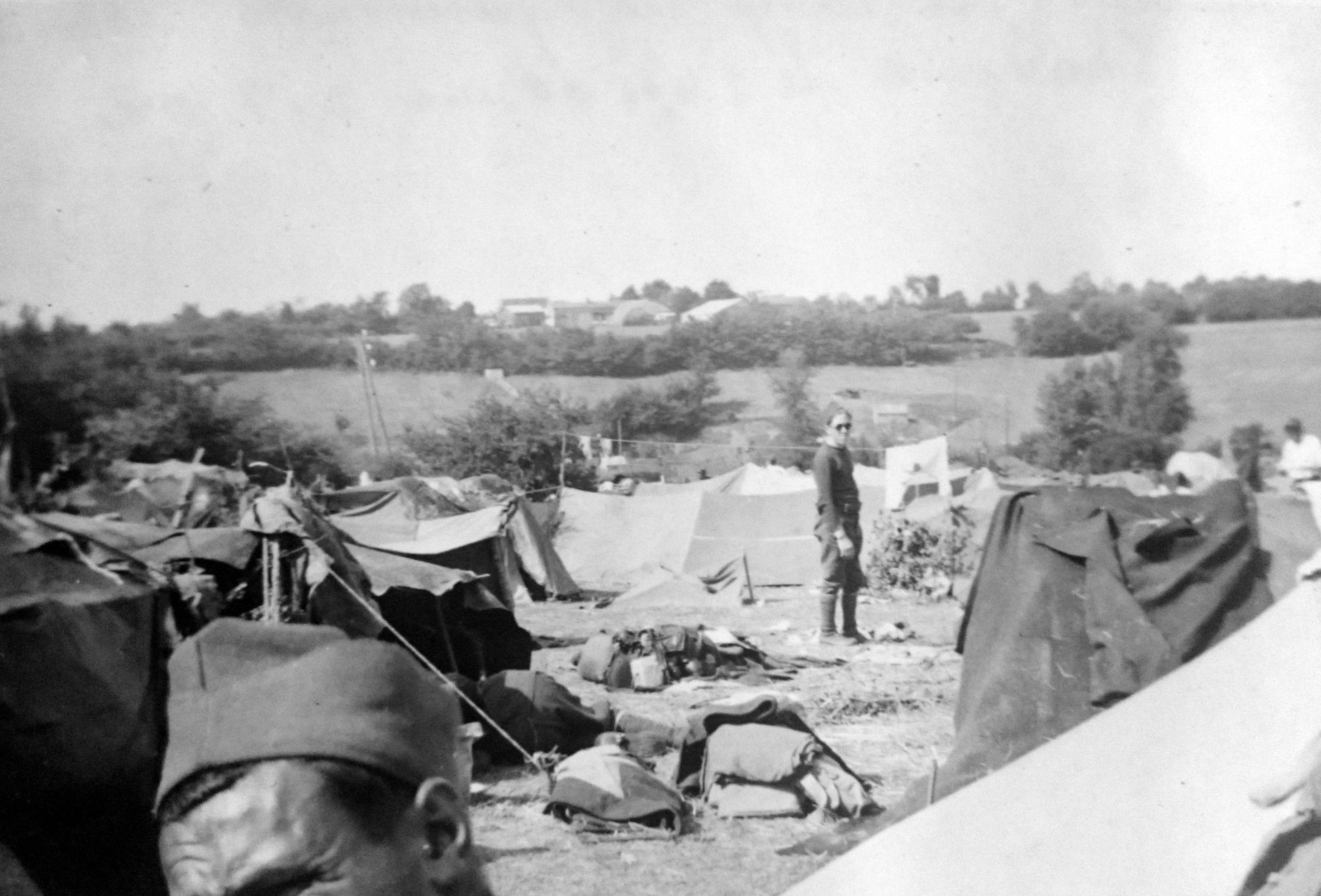
Camps de prisonniers français de Charroux.

## Politique et administration

### Liste des maires

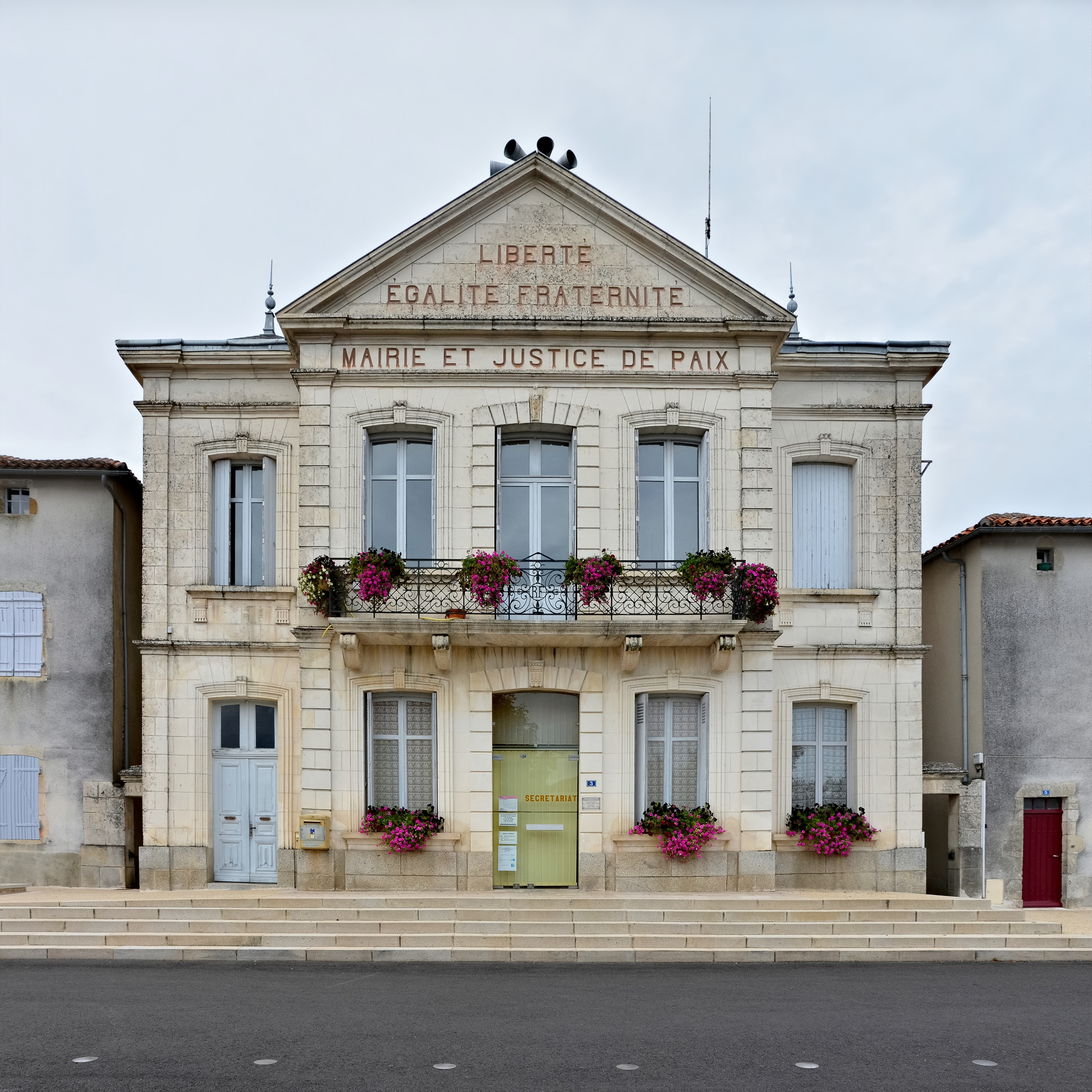
La mairie de Charroux.

| Période   | Période  | Identité                         | Étiquette | Qualité                        |
| --------- | -------- | -------------------------------- | --------- | ------------------------------ |
|           |          |                                  |           |                                |
| 1813      | 1815     | Jacques Nicolas-Mâbrun           |           |                                |
| 1815      | 1823     | Sylvestre Loyzeau de Grandmaison |           |                                |
| 2001      | 2014     | Yves Gargouil                    | DVD       | Conseiller général depuis 2004 |
| Mars 2014 | En cours | Rémy Soubirous                   | DVD       | Maire                          |

### Instances judiciaires et administratives
La commune relève du tribunal d'instance de Poitiers, du tribunal de grande instance de Poitiers, de la cour d'appel de Poitiers, du tribunal pour enfants de Poitiers, du conseil de prud'hommes de Poitiers, du tribunal de commerce de Poitiers, du tribunal administratif de Poitiers et de la cour administrative d'appel de Bordeaux, du tribunal des pensions de Poitiers, du tribunal des affaires de la Sécurité sociale de la Vienne, de la cour d’assises de la Vienne

### Services publics
Les réformes successives de La Poste ont conduit à la fermeture de nombreux bureaux de poste ou à leur transformation en simple relais. Toutefois, la commune a pu maintenir le sien.

### Politique environnementale
Dans son palmarès 2024, le Conseil national de villes et villages fleuris de France a attribué deux fleurs à la commune.

## Population et société

### Démographie
L'évolution du nombre d'habitants est connue à travers les recensements de la population effectués dans la commune depuis 1793. Pour les communes de moins de 10 000 habitants, une enquête de recensement portant sur toute la population est réalisée tous les cinq ans, les populations de référence des années intermédiaires étant quant à elles estimées par interpolation ou extrapolation. Pour la commune, le premier recensement exhaustif entrant dans le cadre du nouveau dispositif a été réalisé en 2006.

En 2022, la commune comptait 1 046 habitants, en évolution de −8,08 % par rapport à 2016 (Vienne : +0,6 %, France hors Mayotte : +2,11 %).
| 1793  | 1800  | 1806  | 1821  | 1831  | 1836  | 1841  | 1846  | 1851  |
| ----- | ----- | ----- | ----- | ----- | ----- | ----- | ----- | ----- |
| 1 452 | 1 440 | 1 541 | 1 692 | 1 709 | 1 740 | 1 787 | 1 824 | 1 801 |

| 1856  | 1861  | 1866  | 1872  | 1876  | 1881  | 1886  | 1891  | 1896  |
| ----- | ----- | ----- | ----- | ----- | ----- | ----- | ----- | ----- |
| 1 854 | 1 879 | 1 943 | 1 780 | 1 870 | 2 085 | 2 097 | 2 077 | 1 876 |

| 1901  | 1906  | 1911  | 1921  | 1926  | 1931  | 1936  | 1946  | 1954  |
| ----- | ----- | ----- | ----- | ----- | ----- | ----- | ----- | ----- |
| 1 964 | 2 055 | 1 862 | 1 755 | 1 709 | 1 695 | 1 710 | 1 670 | 1 706 |

| 1962  | 1968  | 1975  | 1982  | 1990  | 1999  | 2006  | 2011  | 2016  |
| ----- | ----- | ----- | ----- | ----- | ----- | ----- | ----- | ----- |
| 1 733 | 1 621 | 1 644 | 1 552 | 1 428 | 1 320 | 1 184 | 1 172 | 1 138 |

| 2021  | 2022  | - | - | - | - | - | - | - |
| ----- | ----- | - | - | - | - | - | - | - |
| 1 072 | 1 046 | - | - | - | - | - | - | - |

En 2006, la population de Charroux était composée, selon l'Insee, de 47,8 % d'hommes et de 52,2 % de femmes.
Le nombre de célibataires était de 25,5 % et des divorcés 5,5 % de la population en 2006. Le nombre de veufs ou de veuves était de 12,5 %.
Charroux est habité par 1 187 habitants (recensement publié en 2012) avec une densité de 26,80 personnes au km2. À cela, il faut soustraire les résidences secondaires (22 personnes) pour constater que la population permanente sur la commune est de 1165 habitants.
En 2008, la densité de population de la commune était de 26 hab./km2, 61 hab./km2 pour le département, 68 hab./km2 pour la région Poitou-Charentes et 115 hab./km2 pour la France.

### Enseignement
Charroux dépend de l'académie de Poitiers et son école primaire dépend de l'inspection académique de la Vienne. La commune abrite aussi le collège Romain-Rolland.

## Économie

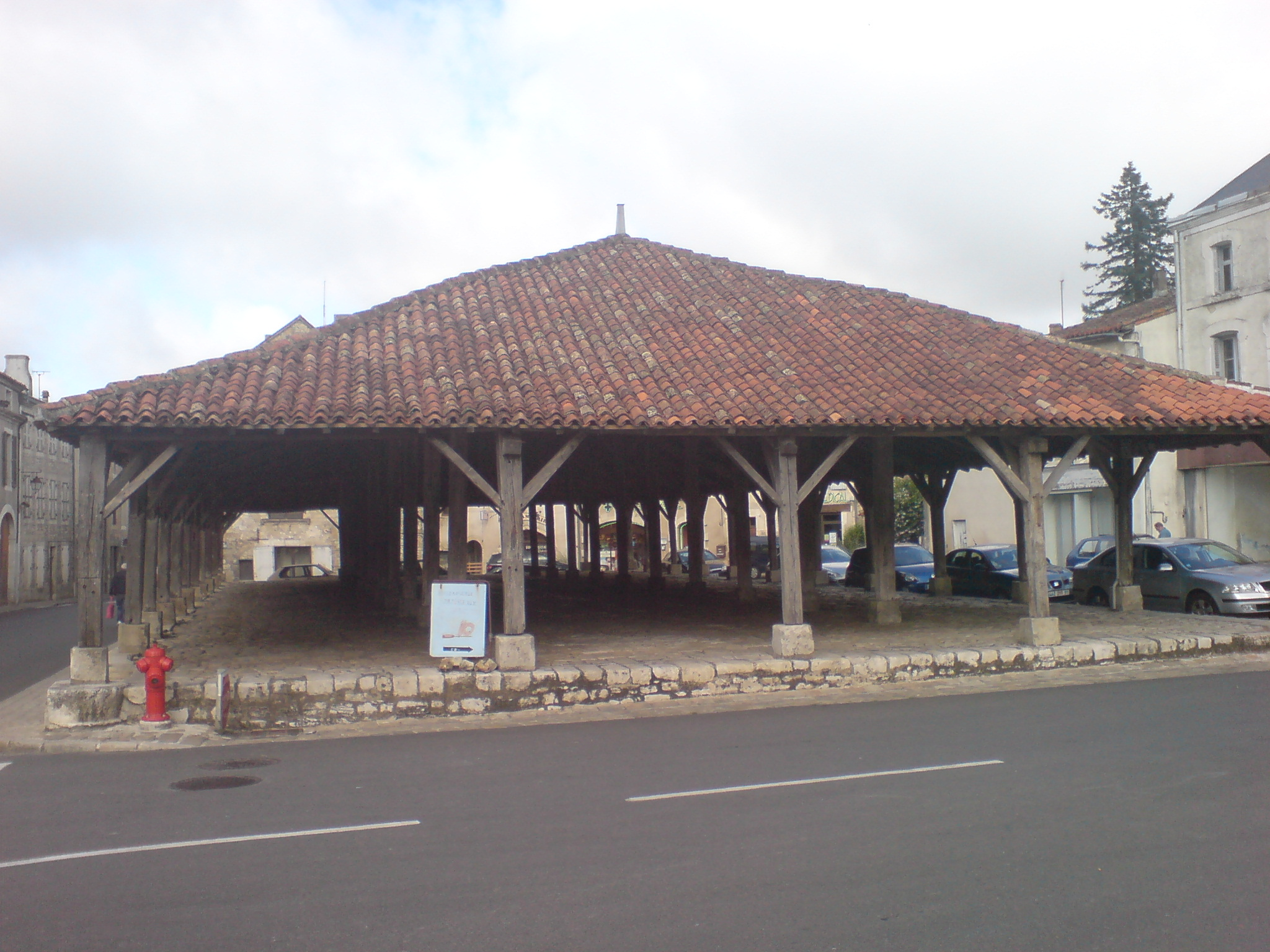
Halles anciennes de Charroux.

### Agriculture
Selon la direction régionale de l'Alimentation, de l'Agriculture et de la Forêt de Poitou-Charentes, il n'y a plus que 40 exploitations agricoles en 2010 contre 48 en 2000.
Les surfaces agricoles utilisées ont diminué et sont passées de 4 246 hectares en 2000 à 4 042 hectares en 2010. 39 % sont destinées à la culture des céréales (blé tendre essentiellement mais aussi orges et maïs), 14 % pour les oléagineux (pour moitié du colza et pour une autre moitié, du tournesol), 31 % pour le fourrage et 13 % reste en herbes. En 2010 comme en 2000,un hectare est consacré à la vigne.
21 exploitations en 2010 (contre 22 en 2000) abritent un élevage de bovins (3 678 têtes en 2010 contre 3 309 têtes en 2000). C’est un des troupeaux de bovins les plus importants du département de la Vienne qui rassemblent 48 000 têtes en 2011.
15 exploitations en 2010 (contre 18 en 2000) abritent un élevage d'ovins (2 044 têtes en 2010 contre 2 004 têtes en 2000).
L'élevage de volailles n'existait pas en 2000. En 2010, il représente 871 têtes répartis sur 12 fermes.
L'élevage de chèvres a disparu en 2010 (525 têtes sur trois fermes en 2000). Cette disparition forte baisse est révélatrice de l’évolution qu’a connu, en région Poitou- Charente, cet élevage au cours des deux  dernières décennies: division par trois du nombre d’exploitations, augmentation des effectifs moyens par élevage (38 chèvres en 1988, 115 en 2000), division par 10 des chèvreries de  10 à 50 chèvres qui représentaient 50 % des troupeaux en 1988, et multiplication par 6 des élevages de plus de 200 chèvres qui regroupent, en 2000, 45 % du cheptel. Cette évolution des structures de production caprine a principalement pour origine la crise de surproduction laitière de 1990-1991 qui, en parallèle des mesures incitatives, a favorisé des départs d’éleveurs en préretraite et encouragé l’adaptation structurelle des élevages restant.

### Commerces
En 2009, selon l'INSEE, Charroux possédait 7 commerces : 1 épicerie, 2 boulangeries, 1 boucherie-charcuterie, 1 magasin d'articles de sport et de loisirs, 1 droguerie et 1 fleuriste.

### Emplois
Le taux de chômage en 2006 était de 9,4 % (13,7 % en 1999. Les retraités et les préretraités représentaient 36,1 % de la population (28 % en 1999). Le taux d'activité était de 68,6 % en 2006 contre 68,1 % sept ans avant.

## Culture locale et patrimoine

### Lieux et monuments
Le village a fait partie de l'association « Les Plus Beaux Villages de France », mais n'est plus labellisé à ce jour.

#### Patrimoine religieux

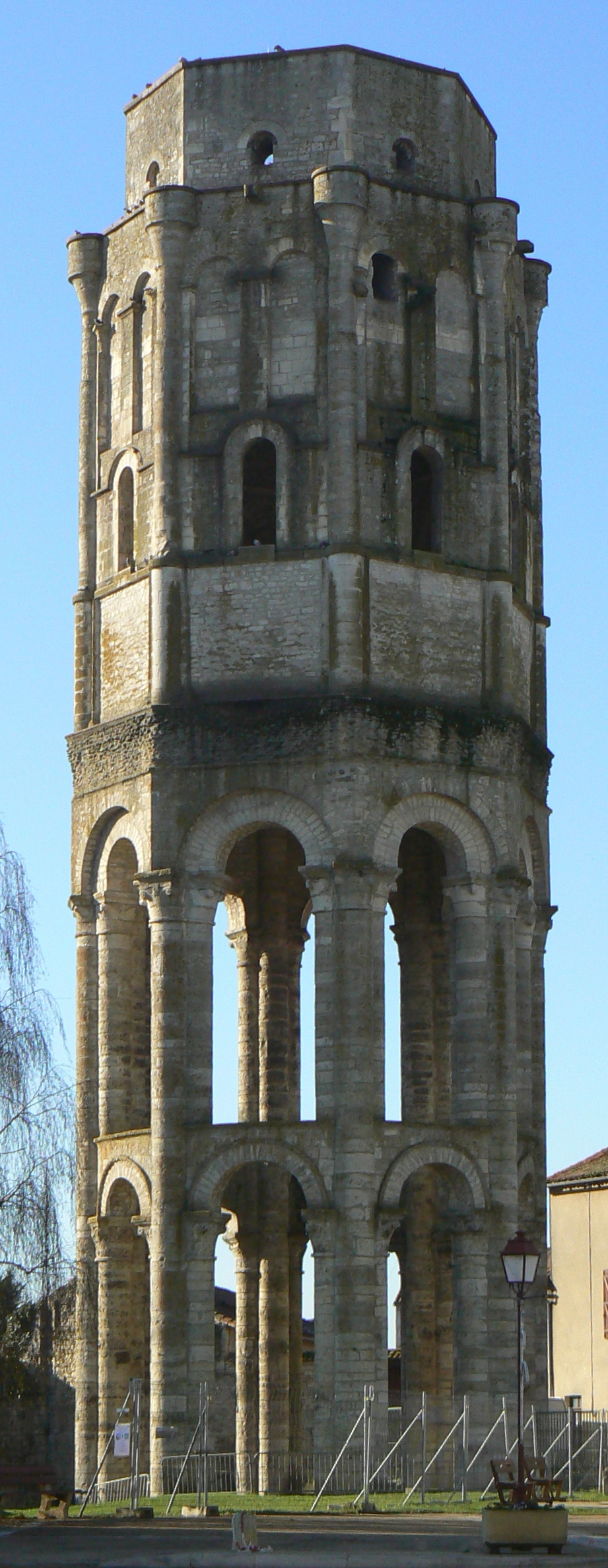
La tour Charlemagne.

- L’abbaye Saint-Sauveur de Charroux est une abbaye bénédictine, fondée en 785, par Roger, vicomte de Limoges, et Charlemagne, dont relevaient 152 églises et prieurés en 1471[30]. Il en reste la tour-lanterne du XIe siècle, dite tour Charlemagne, centre de la rotonde de l'église abbatiale, le cloître et quelques piliers du chœur et du transept. L'ensemble fut sauvé de la démolition en 1790 par l'abbé Charles Loyzeau de Grandmaison (1740-1797) alors curé de Surin.
- la porte de l’Aumônerie, ancienne entrée de l’abbaye, datant du XIIIe siècle et classée en 1927[46] ;
- L'église paroissiale Saint-Sulpice.

#### Patrimoine civil
- les halles du XVIe siècle, classées en 1948[47] ;

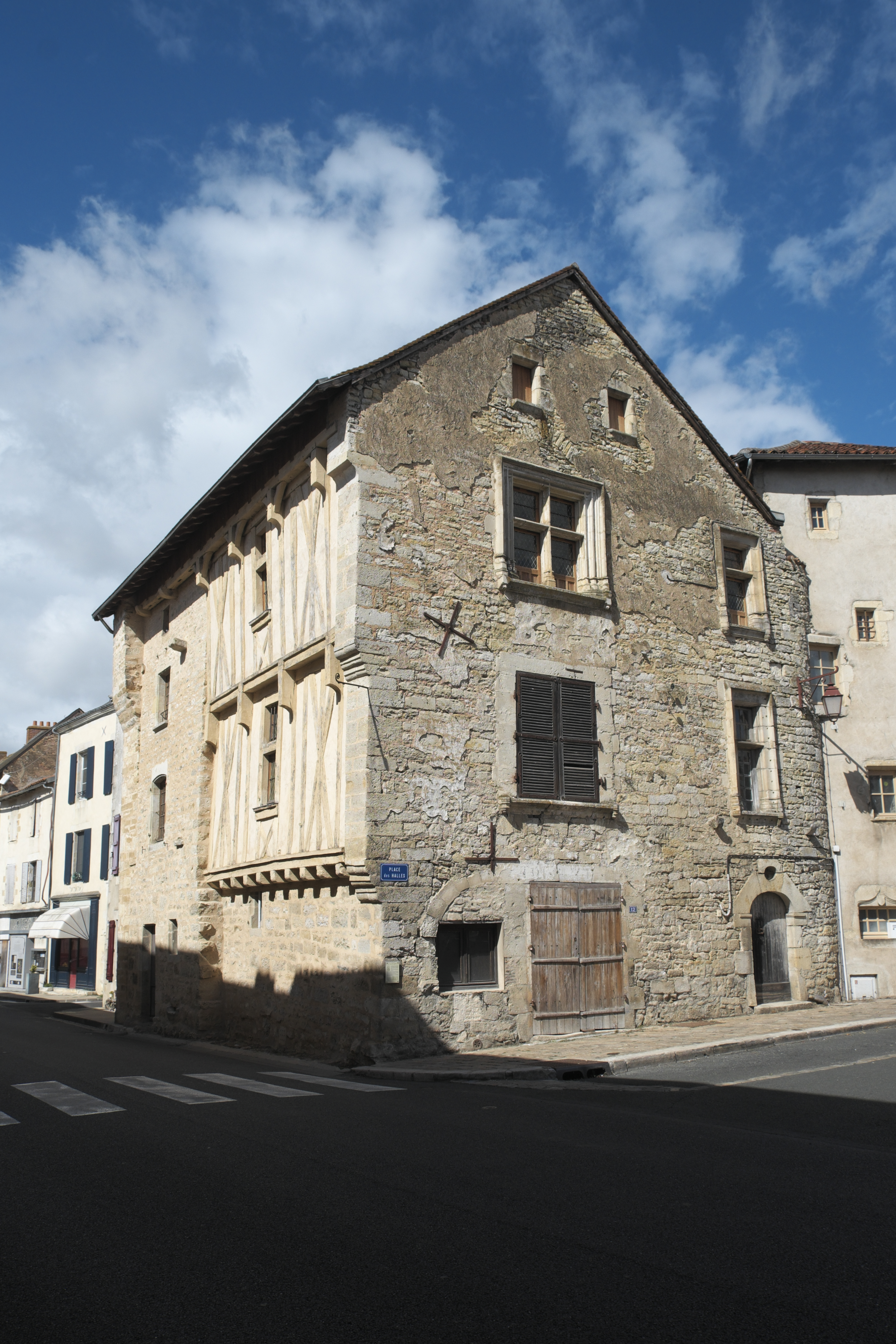
Maison à colombages.

- la maison à colombages rue de Limoges, rue des Halles date de la fin du XVe siècle et du début du XVIe. Elle est classée depuis 1987 pour son décor intérieur[48] ;
- le château de Rochemaux des XVe et XVIIe siècles, inscrit depuis 1982 pour son élévation et sa toiture[49].
- Viaduc de de Chez Dinnet[50].

### Patrimoine naturel
La commune de Charroux abrite une zone naturelle classée d’intérêt écologique, faunistique et floristique (ZNIEFF). C’est le bois du Breuil. Il occupe un coteau de la rive gauche de la Charente juste avant que celle-ci n’infléchisse son cours vers le sud-ouest. Sur les pentes abruptes qui dominent la Charente d’une quarantaine de mètres, seule la partie escarpée du bois est incluse dans la zone naturelle  d’intérêt écologique, faunistique et floristique. Le sol est une groie argilo-calcaire peu profonde, à nombreux cailloux calcaires, émaillé de ressauts rocheux épars. Le milieu forestier est dominé par le chêne pédonculé, le charme, l’érable champêtre et l’orme. La strate herbacée est très diversifiée et richement fleurie, notamment au printemps : bleu des jacinthes, blanc des anémones, jaune des ficaires et des lamiers, violacé des Lathrées clandestines. Le sentier qui parcourt le bas du coteau traverse des champs d’Ail des ours. Quelques fougères sont également présentes, témoignant du microclimat frais et humide régnant sous la voûte forestière, où les draperies de scolopendre décorent les  rocheux suintants.
La flore la plus précieuse du bois du Breuil est la Dentaire bulbifère. Cette crucifère possède une tige haute de 30-60 cm portant de nombreuses feuilles divisées, munies à l’aisselle de leur pétiole d’une bulbille ; les fleurs, d’un lilas clair, s’épanouissent en avril-mai. Il s’agit d’une plante de répartition nord-européenne, présente dans la moitié nord de la France mais devenant très rare au sud de la Loire. Au bois du Breuil, la dentaire est abondante ; elle y est accompagnée par une autre plante remarquable, tant par sa rareté que par sa biologie : la Lathrée écailleuse. C’est une curieuse Scrophulariacée dont les tiges blanchâtres ou rosées sont dépourvues de chlorophylle et qui vit en parasite sur les racines des noisetiers, des ormes, du lierre ou des aulnes. Elle voisine là avec la Lathrée clandestine, également parasite, mais aux superbes grandes fleurs violettes.
Selon l'Inventaire des arbres remarquables de Poitou-Charentes, la commune héberge un arbre remarquable, un marronnier d'Inde.
La variété de poire Louise Bonne aurait été trouvée dans la commune en 1668 par Jean de Vivonne.

### Personnalités liées à la commune
- Roger de Limoges et sa femme Euphrasie d'Auvergne fondateurs de l'abbaye de Charroux.
- Sylvestre Loyzeau de Grandmaison (1770-1830). Garde du Corps du roi Louis XVI (1791). Commissaire des Guerres et de l'Exécutif dans la Vendée (1792). Maire de Charroux (1815-1823).
- André Brouillet (1857-1914), peintre.
- Robert Charroux (1909-1978), écrivain résident de la commune y est inhumé sous un menhir.
- La famille Machet de La Martinière est originaire de Charroux.

### Héraldique
| Blason de Charroux | Blason  | D'azur à une mitre d'argent, accompagnée de trois fleurs de lys d'or.                                                              |
| Blason de Charroux | Détails | Le blason de la famille Corderoy de Tier est généralement attribuée à la commune. Le statut officiel du blason reste à déterminer. |